# إتش سكوت غوردون
إتش سكوت غوردون هو اقتصادي كندي، ولد في 1924، وتوفي في 2019.